# 1892

## أحداث
- تأسيس مدينة غواياراميرين وتقع حاليا في بوليفيا.
- تأسيس مدينة إستيفن وتقع حاليا في كندا.
- تأسيس مدينة بورنبي وتقع حاليا في كندا.
- تأسيس مدينة موانزا وتقع حاليا في تنزانيا.
- تأسيس مدينة أبوتسفورد، كولومبيا البريطانية وتقع حاليا في كندا.
- 21 فبراير: تأسيس مدينة كاسيروس وتقع حاليا في الأرجنتين.
- 4 أغسطس: تأسيس مدينة سواكوبموند وتقع حاليا في ناميبيا.
- 30 ديسمبر: تأسيس مدينة فيرنون، كولومبيا البريطانية وتقع حاليا في كندا.
- 1 سبتمبر - صدور العدد الأول لمجلة الهلال الثقافية.
- 15 مارس - تأسيس نادي ليفربول

## مواليد
- آرثر كومبتون
- أحمد رامي
- أحمد زكي أبو شادي
- أحمد محمد شاكر
- ألكسندر أليخين
- ألكسندر كويري
- ألكسندر ماكينزي (سياسي)
- أمان الله خان
- أوليفر هاردي
- إبرام أسقف الفيوم
- إدوارد فيكتور أبلتون
- إيفو أندريتش
- باولا غروقر
- بديعة مصابني
- بيتشيتشي
- بيرل بوك
- ج. ر. ر. توكين
- جاك وارنر
- جميس كاين
- جورج باغيت طومسون
- جوزيف بروز تيتو
- حاج علي
- حميدة العنيزي
- رشيد عالي الكيلاني
- زكي مبارك
- سبيسرد ليندساي هولند
- ستيفن باناخ
- سيد درويش
- سيد علي سيد سليمان الرفاعي
- عبد الرحيم الحاج محمد
- عمر حمد
- فرانسيسكو فرانكو
- كورناي هايمانس
- لولا لانداو
- لويس دي بروي
- لويل سميث
- ليو كاتس
- مشعان الخالد
- ماتياش راكوشي
- مارتن نيمولر
- مارسيل داسولت
- مانفرد فون ريشتهوفن
- محمد الساقزلي
- محمد القصبجي
- محمد تيمور
- محمد حامد الفقي
- محمد حسين الطباطبائي
- محمد علي جمال زاده
- ناصر العامود
- نيكولاي بوليكاربوف
- نيكولاي كوندراتييف
- هال روتش
- هنري ترنر
- هيلا سيلاسي
- هيلموت رايمان
- والتر بنيامين
- وليم مورفي
- 25 مايو - الرئيس اليوغسلافي [وضح من هو المقصود ؟].
- كاونت جوزيف الكسندر هوبنر

## وفيات
- أبو الشتاء السطاتي
- أحمد عزت باشا
- أوتو جلاجاو
- إرنست رينان
- إيرنست فيرنر فون سيمنز
- الخديوي توفيق
- بهاء الله
- توماس كوك
- جارلز هنري هاردن
- جون كوش آدامز
- ريتشارد أوين
- شارل مارسيال لافيجري
- فنتون جون أنتوني هورت
- مايرون هولى كلارك
- نيوتن بوث
- والت ويتمان
- محمد بنسعيد السلاوي، من رجالات المخزن المغربي وأحد سفرائها
- 29 مارس - ويليام بومان، طبيب إنجليزي
- 17 مايو - توفي الشيخ عبد الله بن صباح الصباح حاكم دولة الكويت
- 6 أكتوبر - ألفريد تنيسون